# Улрих IX фон Регенщайн-Бланкенбург
Улрих IX фон Регенщайн-Бланкенбург „Млади“ (IV, VIII, XV) (на немски: Ulrich IX (IV, VIII, XV) von Regenstein und Blankenburg; * ок. 1450/пр. 1460; † 6 юли или 6 август 1524) е граф на Регенщайн-Бланкенбург в Харц.
Той е син на граф Бернхард IV фон Регенщайн-Бланкенбург († 1458) и съпругата му Елизабет фон Мансфелд († 1474/1477), дъщеря на Гебхард V фон Мансфелд († 1433/1438) и Урсула фон Шварцбург-Лойтенберг († 1461), дъщеря на граф Хайнрих XV фон Шварцбург-Лойтенберг († 1402) и Анна фон Плауен († 1412).
Сестра му Гертруд († 1 май 1531) е абатиса в Гандерсхайм (1507 – 1531). Племенник е на бездетния граф Улрих VIII фон Регенщайн-Бланкенбург († 1489).
Той умира на 6 август 1524 г. и е погребан в Бланкенбург.

## Фамилия
Улрих IX фон Регенщайн-Бланкенбург се жени 1489 г. за графиня Анна/Агнес фон Хонщайн-Фирраден (* ок. 1463; † 1539), дъщеря на граф Йохан I фон Хонщайн-Фирраден (II) († 1498) и принцеса Агнес фон Анхалт-Цербст († 1492), дъщеря на княз Георг I фон Анхалт-Цербст († 1474). Те имат децата:
- Йобст фон Регенщайн-Бланкенбург (* 1492; † 4 септември 1529), граф на Регенщайн-Бланкенбург (1524 – 1529), неженен
- Улрих X фон Регенщайн-Бланкенбург (* 1499; † 22 март 1551), граф на Регенщайн-Бланкенбург, женен I. 1524 г. за графиня Барбара фон Мансфелд-Фордерорт (* 1505/6; † пр. 27 февруари 1528/9), II. на 16 декември 1529 г. за графиня Магдалена фон Щолберг-Вернигероде (* 6 ноември 1511; † 19 ноември 1546)
- Бернхард VI фон Регенщайн († 2 юли/ 9 септември 1533), граф на Регенщайн, неженен
- Барбара фон Регенщайн († 1529), омъжена на 21 март 1501 г. за бургграф Георг I фон Кирхберг, господар на Фарнрода († 30 март 1520)
- Ева фон Регенщайн († 1537), графиня, омъжена на 29 март 1523 г. за граф Фридрих I фон Дипхолц-Бронкхорст († 1529, Есен)
- Мария фон Регенщайн-Бланкенбург (* 1535; † 1618), омъжена за граф Мартин фон Хонщайн-Фирраден (1524 – 1609)
- Агнес фон Регенщайн († 1490), омъжена за граф Ервин V фон Глайхен-Рембда († 1497)